# Грезар, Джузеппе
Джузеппе Грезар (итал. Giuseppe Grezar; 25 ноября 1918, Триест, Австро-Венгрия — 4 мая 1949, Суперга, Турин, Италия) — итальянский футболист, играл на позиции полузащитника. Прежде всего известен выступлениями за клуб «Торино», а также национальную сборную Италии. Вместе с партнёрами по туринской команде погиб в авиационной катастрофе на горе Суперга 4 мая 1949 года.

## Спортивная карьера
В 1938 году вошёл в состав клуба «Триестина». В Серии «А» дебютировал 17 сентября 1939 года, победным матчей над «Новарою» со счетом 2:0. За три сезона провел 83 матча (15 забитых мячей).
С «Торино» стал победителем Серии «А» и обладателем кубка Италии в сезоне 1942/43 годов. Единственный игрок середины поля, который принимал участие во всех играх сезона. Забивал мячи в ворота «Виченцы», «Лигурии» и «Лацио». В турнирной таблице чемпионата длительное время лидировал клуб «Ливорно», «Торино» же вышел на первую строчку только после 27-го тура. Судьбу чемпионского титула решил единственный гол Валентино Маццолы в последнем матче чемпионата против «Бари».
На пути к победе в кубке Италии были одержаны победы над «Аталантой», «Миланом», «Ромой» и в финале над «Венецией» со счетом 4:0 (авторы голов: Франко Оссола (2), Валентино Маццола, Пьетро Феррарис).
В чемпионате «Альфа-Италия», который проходил в 1944 году, защищал цвета команды «Ампелеа» из Изолы.
В 1945 году вернулся в «Торино», за который отыграл 4 сезона. Был лидером полузащиты «гранатовых» на протяжении четырёх сезонов. В первом послевоенном чемпионате «гранатовые» вели спор за трофей с земляками из «Ювентуса», до последнего тура. В следующих двух преимущество «Торино» былО бесспорным: 1946/47 — 63 очка против 53 у «Ювентуса», 1947/48 — 65 против 49 у «Милана». Лидировала команда и в сезоне 1948/49, после 34 туров опережала «Интер» на четыре очка.
В дебютном матче за национальную сборную отметился забитым мячом в ворота команды Хорватии. Матч проходил в Генуе 5 апреля 1942 года и завершился победой хозяев поля со счетом 4:0 (голы забивали — Гульельмо Габетто, Пьетро Феррарис, Амедео Бьявати и Джузеппе Грезар). Во время Второй мировой войны международные матчи почти не проводились и второй вызов в главную команду страны получил через три с половиной года, на выезде сыграли вничью со сборной Швейцарии (4:4).
В следующих пяти матчах были одержаны победы над сборными Австрии, Швейцарии, Венгрии, Чехословакии и Франции. В последнем мачте, который состоялся 16 мая 1948 года в Турине, итальянцы уступили сборной Англии со счетом 0:4 (у соперников отличились — Том Финни (2), Томми Лоутон и Стэн Мортенсен).
Весной 1949 года руководство туринского клуба приняло приглашение от португальского гранда, «Бенфики», принять участие в товарищеской игре в честь одной из крупнейших тогдашних звезд лиссабонского клуба, Франсишку Феррейры. Игра состоялась 3 мая 1949 года в Лиссабоне и завершилась поражением итальянцев со счетом 3:4. На следующий день команда «Торино», работники клуба и журналисты вылетели домой рейсом Лиссабон—Барселона—Турин.
Близ Савоны самолёт начал снижаться в связи со сложными погодными условиями. Примерно в 17:03 — осуществил поворот для захода на посадку и вскоре столкнулся с каменной оградой базилики Суперга на вершине одноимённой горы, возвышающейся над окрестностями Турина. В результате авиакатастрофы все четыре члена экипажа и 27 пассажиров погибли на месте.
На момент гибели основного состава «Торино», до завершения сезона в Серии A оставалось четыре тура и команда возглавляла чемпионскую гонку. В последних турах, честь клуба защищали игроки молодёжной команды. Все соперники в этих матчах («Дженоа», «Палермо», «Сампдория» и «Фиорентина»), из уважения к погибшим чемпионам, также выставляли на поле молодёжные составы своих клубов. Молодёжная команда «Торино» победила во всех последних играх сезона, одержав таким образом посмертный чемпионский титул для своих товарищей.
Входит в пятерку игроков клуба, которые имеют в своих достижениях пять чемпионских титулов 40-х годов двадцатого века (помимо него это: Гульельмо Габетто, Эцио Лоик, Валентино Маццола и Франко Оссола).

## Достижения
- Чемпион Италии (5): 1943, 1946, 1947, 1948, 1949
- Обладатель Кубка Италии (1): 1943

## Память
В 1967 году в городе Триест местный стадион был переименован в Стадион «Джузеппе Грезар».